# Novaranea queribunda
Novaranea queribunda là một loài nhện trong họ Araneidae.
Loài này thuộc chi Novaranea. Novaranea queribunda được Eugen von Keyserling miêu tả năm 1887.